# الحصين (السدة)

تعديل مصدري - تعديل

الحصين محلة تابعة لقرية السر، التابعة لعزلة بني الحارث بمديرية السدة إحدى مديريات محافظة إب في الجمهورية اليمنية، بلغ تعداد سكانها 30 حسب تعداد اليمن لعام 2004.